# Kroko Doc
Kroko Doc (englischer Name: Crocodile Dentist; auch Kroko-Doc und Krokodoc) ist ein bekanntes Kinderspiel für zwei bis vier Spieler ab vier Jahren, das um 1990 zum ersten Mal bei Parker Brothers sowie später bei MB Spiele und direkt bei Hasbro erschien.

## Thema und Ausstattung
Bei dem Spiel handelt es sich um ein Geschicklichkeits- und Glücksspiel, bei dem alle Spieler die Zahnschmerzen eines Krokodils „behandeln“ müssen, bevor dieses zuschnappt. Der Inhalt der Spieleschachtel besteht neben der Spielanleitung aus einem Kunststoffkrokodil mit 10 eindrückbaren Zähnen im Unterkiefer.

## Spielweise
Zu Beginn des Spiels wird der Oberkiefer des Krokodils aufgeklappt. Alle Spieler müssen nun nacheinander einen Zahn auswählen. Bei der Version von Parker muss der Zahn mit einer Plastikzange aus dem Kiefer gezogen werden. Bei den nachfolgenden Versionen muss der Zahn mit einem Finger heruntergedrückt werden. Handelt es sich um einen gesunden Zahn, passiert nichts und das Maul bleibt geöffnet. Erwischt ein Spieler den kranken Zahn, schnappt das Maul zu und der Spieler scheidet aus der Runde aus. Gewinner ist der Spieler, der zuletzt übrig bleibt.

## Ausgaben und Rezeption
Das Spiel Kroko Doc wurde um 1990 zuerst bei Parker Brothers sowie später bei MB Spiele und direkt bei Hasbro international verlegt. Es ist bis heute verfügbar.